# Drosophila nitida
Drosophila nitida är en tvåvingeart som beskrevs av Léonidas Tsacas och Chassagnard 1994. Drosophila nitida ingår i släktet Drosophila och familjen daggflugor.
Artens utbredningsområde täcker Centralafrikanska republiken, Kongo-Kinshasa och Kongo-Brazzaville.